# Ștefan Lackfi
Ștefan Lackfi (în maghiară Lackfi István, în croată Stjepan I. Lacković), (n. anii 1300 – d. 1353) a fost voievod al Transilvaniei între anii 1344-1350, și ban al Croației între anii 1350-1352.